# Escut de Vallbona de les Monges

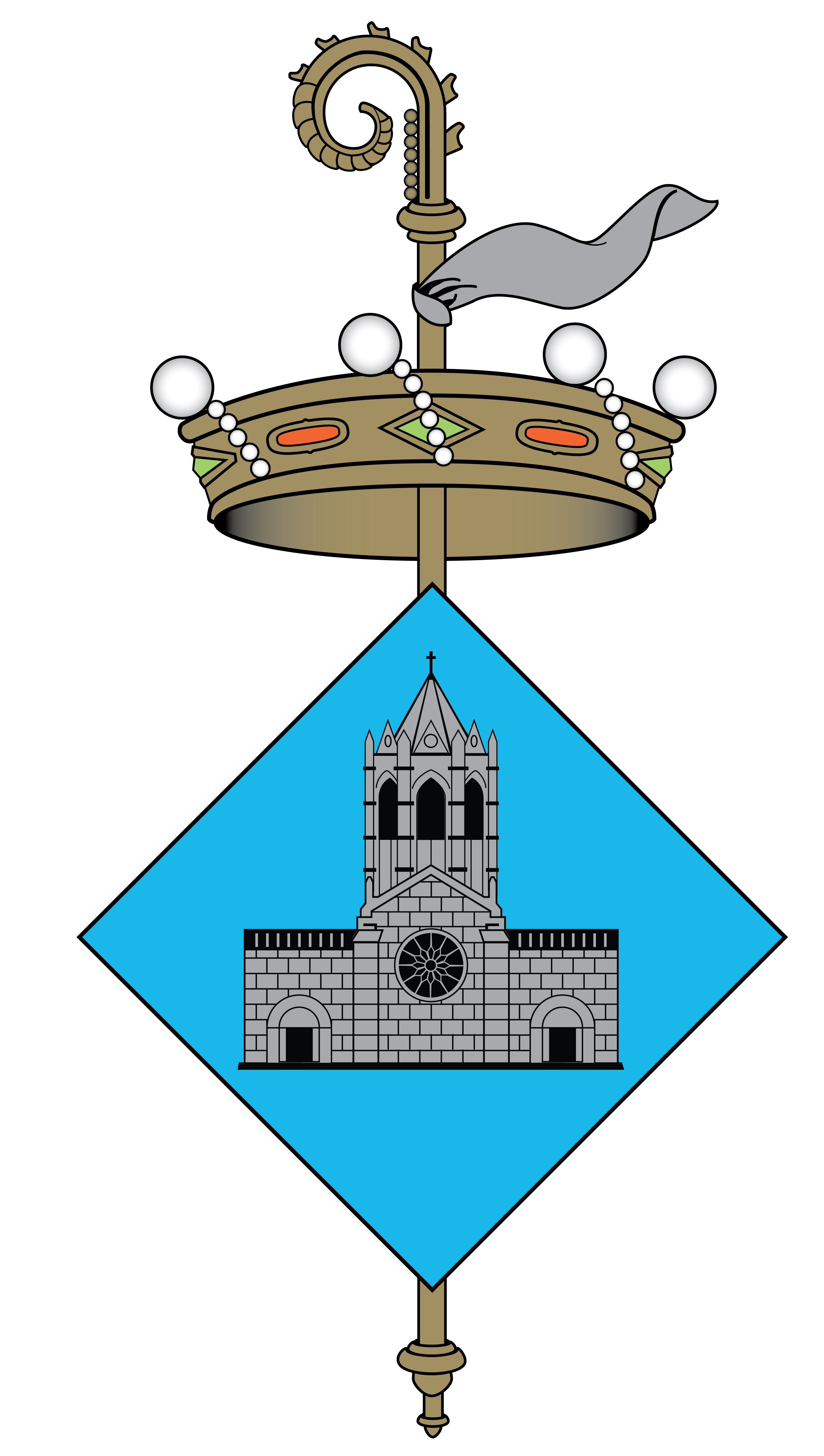
Escut oficial de Vallbona de les Monges

L'escut oficial de Vallbona de les Monges té el següent blasonament:
Escut caironat: d'atzur, un monestir d'argent tancat de sable. Per timbre, una corona de baró i, acoblat en pal darrere l'escut, un bàcul d'abadessa d'or amb el sudari d'argent.

## Història
Va ser aprovat el 28 de març del 2008 i publicat al DOGC el 17 d'abril del mateix any.
Aquest escut, de nova creació, substitueix el que fins ara usava l'Ajuntament, un híbrid entre torre, castell i palau sense configuració heràldica de cap mena. El nou escut recull els símbols de la història del municipi: un monestir, en representació de Santa Maria de Vallbona; una corona de baró, ja que Vallbona de les Monges fou el centre d'una baronia des de 1380, i un bàcul d'abadessa, ja que l'abadessa del monestir era la senyora jurisdiccional del poble i de tota la baronia de Vallbona.